# Hình (nước)
Nước Hình trong lịch sử Trung Quốc là một nước chư hầu của nhà Chu và tồn tại đến khoảng thời Xuân Thu thì bị nước Tấn tiêu diệt.

## Khái quát lịch sử
Đây là một công quốc, với các vị quân chủ là người họ Cơ. Người sáng lập là Hình Bằng Thúc Cơ Tư (con trai thứ tư của Chu Công Đán). Đến khoảng giữa thế kỷ 7 TCN, Hình một lần vong quốc do bị nước Vệ diệt nhưng lại được Tấn Hiến công giúp phục quốc nhưng thực chất chỉ là thuộc quốc của Tấn.
Đến thời Hình Nguyên công thì Hình bị Tấn tiêu diệt. Nước Hình truyền nối được 19 đời vua.

## Các vua nước Hình
- Hình Bằng Thúc Cơ Tư
- Hình công Yêm
- Hình Văn bá
- Hình công Trầm
- Hình công An
- Hình công Kỳ
- Hình công Ngã
- Hình Mẫn công
- Hình Đái công
- Hình Hiến công
- Hình công Liêu
- Hình công Sơn (mất nước do bị nước Vệ tiêu diệt, được Tấn Hiến công giúp phục quốc, giữa thế kỷ 7 TCN)
- Hình công Kháng
- Hình công Phong Cộng
- Hình Cung công
- Hình Tĩnh công
- Hình An công
- Hình Xương công
- Hình Nguyên công (Tấn tiêu diệt)